# Bryan Barrios
Bryan Josué Bernárdez Barrios (San Pedro Sula, Cortés, Honduras; 24 de mayo de 1994) es un futbolista hondureño. Juega como defensa central o lateral derecho y su actual club es el Juticalpa FC de la Liga Nacional de Honduras.

## Trayectoria

### Parrillas One
Inició su carrera en las divisiones inferiores del Parrillas One, un modesto club sampedrano con el que debutó en Primera División el 12 de octubre de 2014, en un encuentro válido por la undécima fecha del torneo Apertura 2014 frente al Vida. El cotejo se realizó en el Estadio Ceibeño y finalizó con victoria de 3-1.

### Atlético Limeño
El 2 de mayo de 2015 se venció su contrato con Parrillas One y firmó con el Atlético Limeño de la Liga de Ascenso de Honduras, donde se mantuvo por una temporada.

### Marathón
En julio de 2016 firmó contrato con el  Marathón de la Liga Nacional de Honduras, con el cual jugó cuatro temporadas.
Hizo su debut con el club verdolaga el 2 de noviembre de 2016, por la decimosexta fecha del Torneo Apertura 2016, en un encuentro contra Honduras Progreso que culminó con empate de 2-2 en el resultado final. 
El 19 de mayo de 2018 consiguió ser campeón de la Liga Nacional de Honduras de la mano del técnico argentino Héctor Vargas, luego de derrotar por penales a Motagua en la final. Con ese logro, Marathón consiguió clasificar a la Liga de Campeones de la Concacaf 2019, donde quedó eliminado en octavos de final ante Santos Laguna. 
El 3 de febrero de 2019, marcó el primer gol de su carrera profesional, durante el empate a domicilio por 1-1 contra Juticalpa, por la cuarta fecha del Clausura 2019.
En total, defendió los colores de ese club durante 97 juegos y anotó un gol.

### Linense
El 30 de junio de 2020 se desvinculó de Marathón y fichó por la Real Balompédica Linense de la Segunda División B de España de cara a la temporada 2020-21.

## Estadísticas
Actualizado el 1 de marzo de 2020.
| Club | Temporada        | Liga     | Liga  | Copas nacionales(1) | Copas nacionales(1) | Copas internacionales(2) | Copas internacionales(2) | Total    | Total |
| Club | Temporada        | Partidos | Goles | Partidos            | Goles               | Partidos                 | Goles                    | Partidos | Goles |
| --- | ---------------- | -------- | ----- | ------------------- | ------------------- | ------------------------ | ------------------------ | -------- | ----- |
| C. D. Parrillas One Honduras | 2014-15          | 7        | 0     | —                   | —                   | —                        | —                        | 7        | 0     |
| C. D. Parrillas One Honduras | Total            | 7        | 0     | —                   | —                   | —                        | —                        | 7        | 0     |
| Atlético Limeño Honduras | 2015-16          | —        | —     | —                   | —                   | —                        | —                        | —        | —     |
| Atlético Limeño Honduras | Total            | —        | —     | —                   | —                   | —                        | —                        | —        | —     |
| C. D. Marathón Honduras | 2016-17          | 12       | 0     | —                   | —                   | —                        | —                        | 12       | 0     |
| C. D. Marathón Honduras | 2017-18          | 29       | 0     | —                   | —                   | —                        | —                        | 29       | 0     |
| C. D. Marathón Honduras | 2018-19          | 28       | 1     | —                   | —                   | 2                        | 0                        | 30       | 1     |
| C. D. Marathón Honduras | 2019-20          | 24       | 0     | —                   | —                   | 2                        | 0                        | 26       | 0     |
| C. D. Marathón Honduras | Total            | 93       | 1     | —                   | —                   | 4                        | 0                        | 97       | 1     |
| R. B. Linense · España | 2020-21          | 8        | 0     | 1                   | 0                   | —                        | —                        | 9        | 0     |
| R. B. Linense · España | Total            | 8        | 0     | 1                   | 0                   | —                        | —                        | 9        | 0     |
| C. D. S. Vida Honduras | 2020-21          | 9        | 1     | —                   | —                   | —                        | —                        | 9        | 1     |
| C. D. S. Vida Honduras | 2021-22          | 19       | 0     | —                   | —                   | —                        | —                        | 19       | 0     |
| C. D. S. Vida Honduras | Total            | 28       | 1     | —                   | —                   | —                        | —                        | 28       | 1     |
| C. D. Marathón Honduras | 2021-22          | 15       | 0     | —                   | —                   | —                        | —                        | 15       | 0     |
| C. D. Marathón Honduras | Total            | 15       | 0     | —                   | —                   | —                        | —                        | 15       | 0     |
| Total en carrera | Total en carrera | 151      | 2     | 1                   | 0                   | 4                        | 0                        | 156      | 2     |
| (1)Incluye datos de la Copa del Rey (2020-21). (2)Incluye datos de la Liga de Campeones de la Concacaf (2019), Liga Concacaf (2019). |                  |          |       |                     |                     |                          |                          |          |       |

## Palmarés

### Campeonatos nacionales
| Título           | Club     | País     | Año  |
| ---------------- | -------- | -------- | ---- |
| Copa de Honduras | Marathón | Honduras | 2017 |
| Torneo Clausura  | Marathón | Honduras | 2018 |